# КАИ-1
КАИ-1 — спортивно-учебный самолёт 1935 г.в., разработки инженера-конструктора Ицковича З. И. и производства Завода № 124 им. С.Орджоникидзе.
Самолёт представлял из себя двухмоторный низкоплан. Предполагалось выпускать его как пассажирский самолёт для обслуживания местных авиалиний и как самолёт военного типа.
КАИ-1 принял участие во Всесоюзном перелете спортивно-учебных самолётов, организованном редакцией газеты «Правда» и Центральным советом ОСОАВИАХИМа, в результате чего он получил самую высокую оценку у специалистов.

## Технические характеристики
Конструкция — деревянная. Фюзеляж — монокок, сделанный из фанеры толщиной от 2,5 до 1,5 мм. Сечение фюзеляжа — эллипс 1,2×0,94 м, форма — сигарообразная. Крыло- неразъемное, двухлонжеронное, крепление его к фюзеляжу — в четырёх узлах. Особенность крыла в первом экземпляре — плавающие симметричного профиля элероны, расположенные над задней кромкой крыла, и посадочные щитки типа ЦАП с тросовым управлением. Профиль крыла P-II 14 % — 6 %. Обшивка — везде фанерная. Оперение — деревянное, стабилизатор — с изменяемым в полете углом установки. Двигатели М-11 закапотированные с кольцами Тауненда на КАИ-1 и с индивидуальными обтекателями цилиндров на КАИ-1 № 2 и КАИ-1 № 3.
Является самым первым самолётом, выпущенным на построенном в 1934 году Заводе № 124 в г. Казани.

## Модификация

### КАИ-1 № 1
КАИ-1 — Самый первый самолёт с представленными выше характеристиками. Полностью гражданская модификация (спортивно-учебная). Вмещал 5 человек — 1 пилот и 4 пассажира. Первый полет 11 мая 1935 года.
В 1935 году самолёт КАИ-1, принимавший участие в соревнованиях на Всесоюзном слете в Коктебеле, установил всесоюзный рекорд дальности полета для самолётов такого типа, беспосадочно пролетев 375 км.

### КАИ-1 № 2
КАИ-1 № 2 — модификация, созданная по заданию ВВС РККА для подготовки летных кадров бомбардировочной авиации. Был рассчитан на 3-4 человека. Плавающие элероны были заменены обычными. После проведенных испытаний был рекомендован для серийного производства. Первый полет — 23 июля 1935 года.

### УПБ — КАИ-1 № 3
УПБ - вариант КАИ-1 с теми же обводами, размерами и конструкцией, но оборудованный как трехместный учебно-тренировочный для перехода на бомбардировщик (учебно-переходной бомбардировщик УПБ). На самолёте было установлено два двигателя М-11. Вооружение — пулемет ДА (сзади) и до 160 кг небольших бомб в разных вариантах, частично с внутренней подвеской. На данной модели применили убираемое шасси. Была заказана серия в 25 самолётов, но построена она не была.

## Дальнейшее развитие

### КАИ-2
КАИ-2 - тренировочный одноместный самолёт для воздушной акробатики, допускавший тренировку в перевернутом полете. Конструкция — цельнодеревянная. Шасси убиралось в переднюю часть фюзеляжа. Самолёт был построен в 1937 г. Из-за отсутствия нужного для него двигателя МГ-21 в 200 л. с., тогда уже снятого с производства, в полете не испытывался.

### ДКЛ
ДКЛ (двухмоторный, краевой, линейный) — самолёт с двумя двигателями МГ-31 в 300 л. с , 10-местный пассажирский и грузовой. С бомбовым отсеком под крылом (для военного варианта).
Самолёт был выпущен КАИ в августе 1937 г., прошел испытания с хорошей оценкой устойчивости и управляемости. Однако интереса к себе не вызвал. Финансирование было прекращено и испытания не проводились.